# Académie américaine des beaux-arts

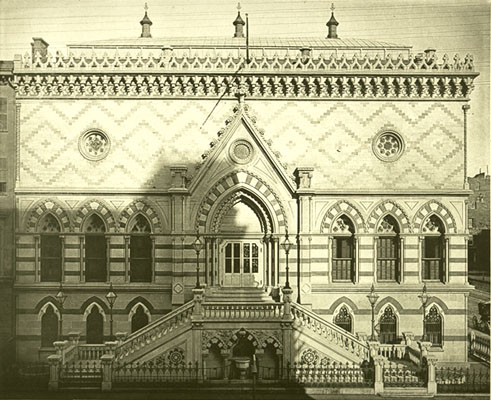
Les locaux de la National Academy of Design (1863-65).

L'Académie américaine des beaux-arts (en anglais National Academy of Design, aujourd'hui plus simplement nommée The National Academy) est une association d'artistes ainsi qu'un musée et une école des beaux-arts dont le siège est à New York.
Elle fut fondée en 1825 par Samuel Morse, Asher Durand, Thomas Cole, et d'autres dans le but de promouvoir les beaux arts en Amérique par l'enseignement et grâce à des expositions.
L'académie abrite une collection de plus de cinq mille œuvres américaines allant du XIXe au XXe siècle.
Plusieurs locaux ont servi de siège à l'académie au cours du temps. Parmi eux on peut citer un bâtiment construit entre 1863 et 1865, de style néogothique ressemblant au palais des Doges de Venise. Depuis 1942, elle occupe une résidence qui fut celle des sculpteurs Anna Hyatt Huntington et Archer Milton Huntington à l'intersection de la Cinquième Avenue et de la 89e rue.

## Membres
Les académiciens sont des artistes élus par leurs pairs. Les membres passés et présents sont des peintres, sculpteurs, architectes et lithographes américains renommés, parmi les plus célèbres, on peut citer :
- Tore Asplund
- John White Alexander, président de 1900 à 1915
- Lucy Bacon (1857-1932)
- Hella Bailin
- William Bliss Baker (1859-1886)
- Edwin Blashfield (1848-1936)
- Glenn Brown (1854-1932)
- Ernie Bushmiller
- George Elmer Browne
- William Merritt Chase
- Frederic Edwin Church
- Charles Harold Davis
- Philip D. Eastman
- Abastenia St. Leger Eberle (1878-1942), sculptrice
- Lydia Field Emmet
- E. Charlton Fortune
- Daniel Chester French
- Régis François Gignoux
- Arthur Hill Gilbert
- Sanford Robinson Gifford
- Red Grooms
- Samuel Halpert
- Armin Hansen
- Edward Lamson Henry
- Syd Hoff
- Cecil Howard
- William H. Johnson
- Charles Keck
- Emanuel Leutze
- Evelyn Beatrice Longman
- Frederick William MacMonnies
- Knox Martin
- Jacques Maroger
- Jervis McEntee
- Gari Melchers
- Louis Rémy Mignot (1831-1870)
- Henry Siddons Mowbray
- Thomas Nast
- Victor Nehlig
- Gilbert Stuart Newton (1795-1835), élu académicien honoraire en 1827
- Irv Novick
- Power O’Malley
- William Page (en) (1811–1885)
- William Lamb Picknell
- Charles Ethan Porter
- Mary Elizabeth Price
- Alexander Phimister Proctor
- Alexander Hay Ritchie
- Norman Rockwell
- Augustus Saint-Gaudens
- Walter Satterlee
- Julian Scott
- Nelson Shanks
- George Henry Smillie
- Richard Morrell Staigg
- Theodore Clement Steele
- William Steig
- Arthur Fitzwilliam Tait
- Henry Ossawa Tanner
- Louis Comfort Tiffany
- John Trumbull
- Calvert Vaux
- Robert Vonnoh
- John Quincy Adams Ward
- Stow Wengenroth
- Laura Gardin Fraser